# Fribourg
Fribourg (tysk Freiburg im Üechtland) er hovedbyen i den schweiziske kanton af samme navn.
Byen har 38.365 (2018) indbyggere.